# Premio-Taller de Poesía Pedro Salinas
El Premio-Taller de Poesía Pedro Salinas es un premio honorífico creado en el año 2022 por la Universidad Internacional Menéndez Pelayo (UIMP) con el objeto de distinguir a poetas en lengua española  que, por su trayectoria y vocación, sean maestros para las siguientes generaciones.

## Historia

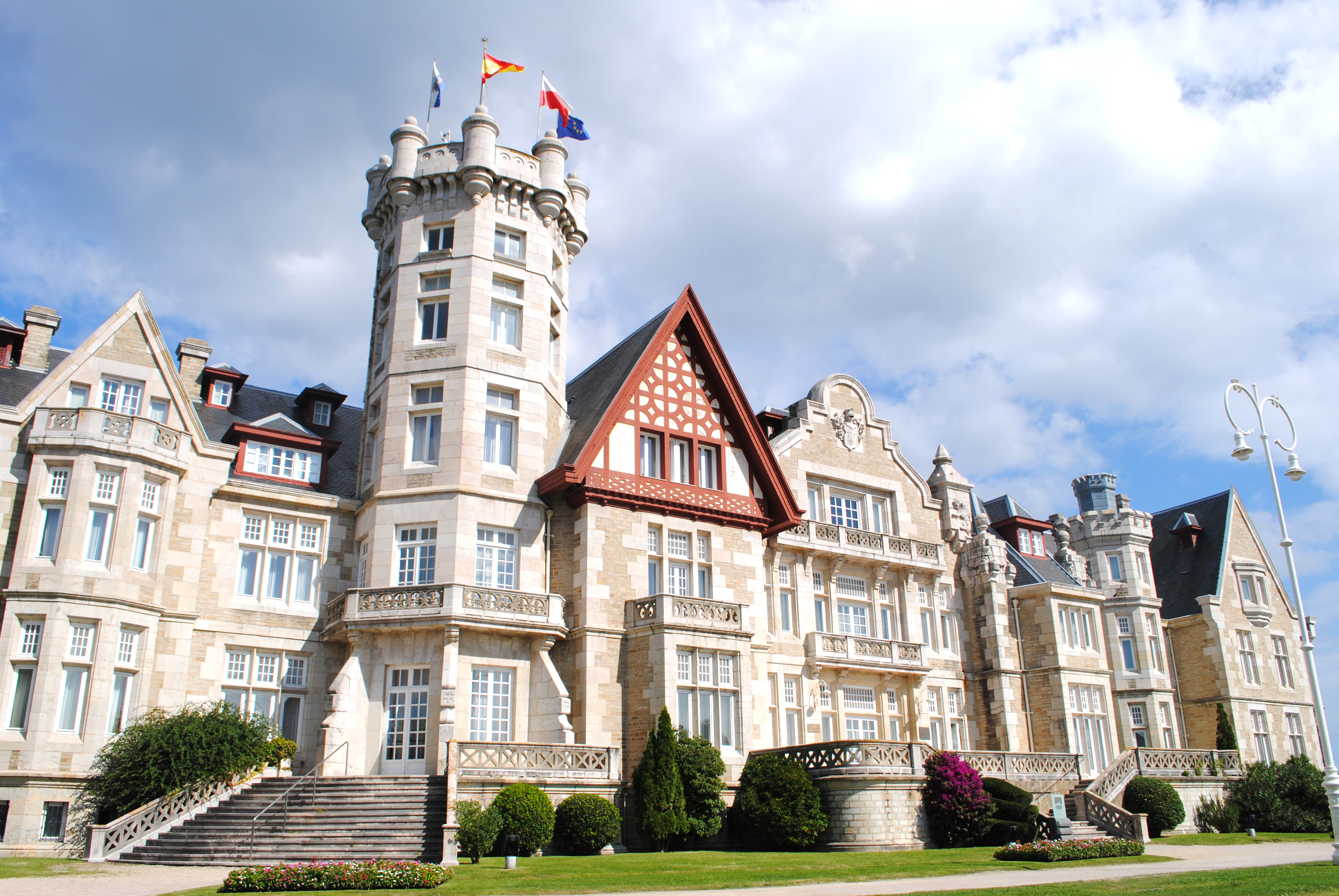
Palacio de la Magdalena, en Santander, Cantabria

Con motivo de la celebración en el año 2022 del 90 aniversario de la fundación de la UIMP, se instauró este premio que rinde homenaje a la figura de Pedro Salinas, escritor perteneciente a la generación del 27 y primer secretario general de la institución.
Los premios se entregan en un acto celebrado en el hall real del palacio de la Magdalena o en el cercano paraninfo, en Santander (Cantabria), durante los Cursos de Verano de la UIMP, y coinciden con un taller de poesía impartido con vocación intergeneracional.

## Lista de galardonados

### Premiados por nacionalidad

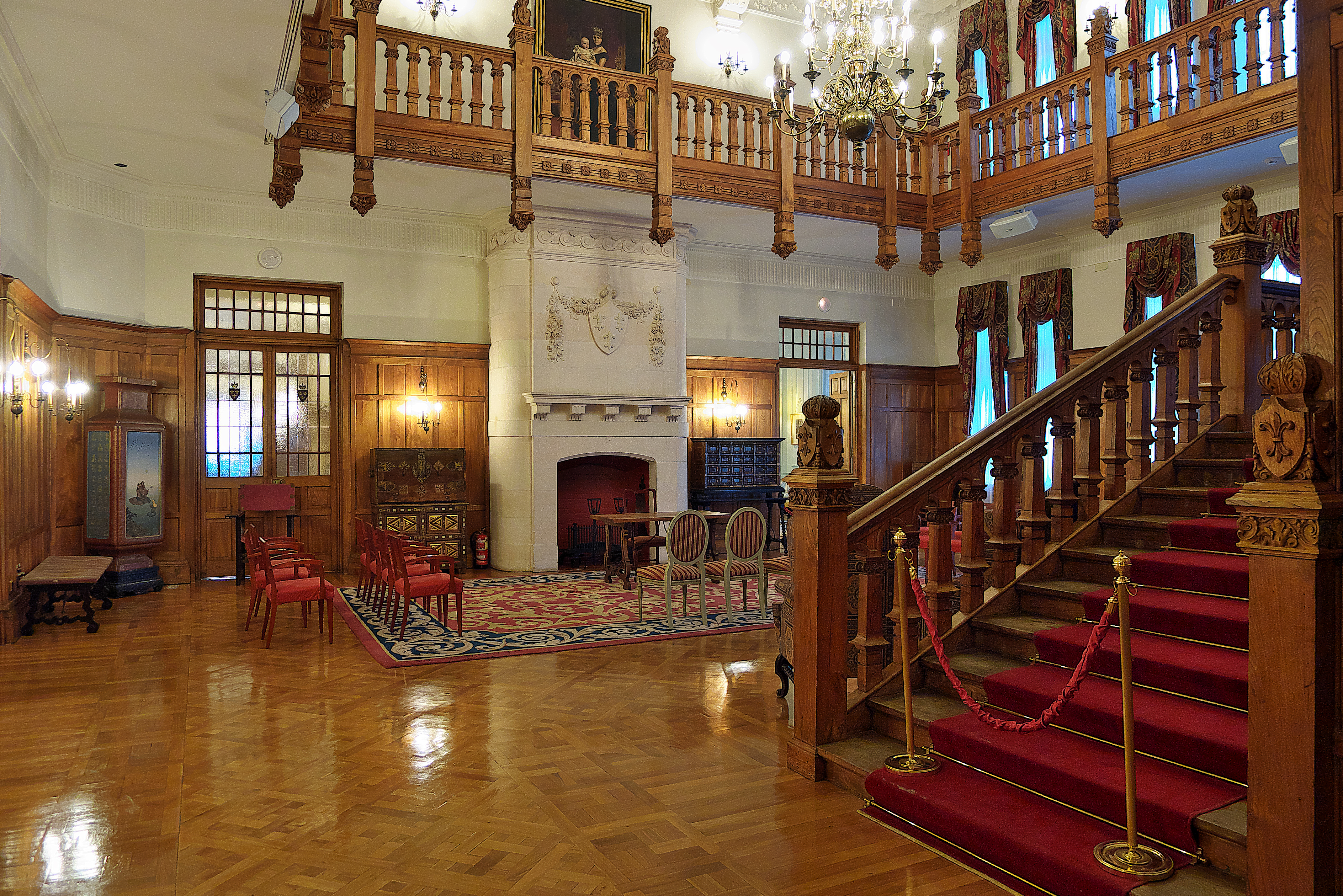
Hall real del palacio de la Magdalena.

| Nacionalidad | Premiados/as |
| ------------ | ------------ |
| España       | 3            |